# Alexander Schäffer

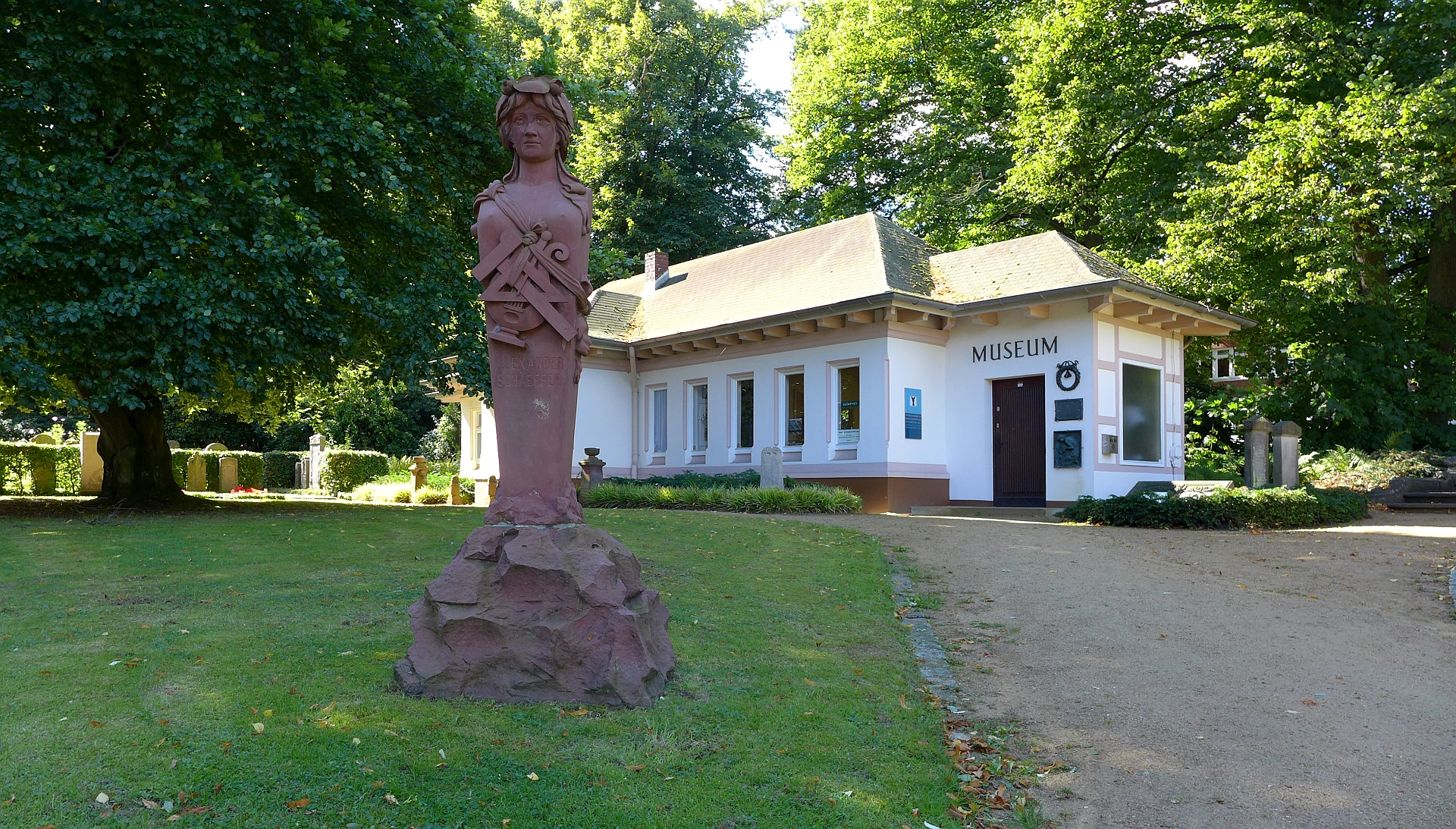
Herme vom Grab Schäffers auf dem Friedhof Ohlsdorf

Alexander Schäffer (auch Carl Joseph Georg Alexander Schaeffer, * 15. April 1844 in Helsinki, damals "Helsingfors"; † 1890 in Hamburg) war ein deutscher Zivilingenieur.
Alexander Schäffer war der Sohn des Lübecker Kapellmeisters Leopold Schäffer. Er besuchte die Schule in Hamburg und studierte von 1862 bis 1865 in Karlsruhe und Hannover. Danach arbeitete er als Wasserbauingenieur an der Elbmündung, an der Eider und in Wismar. 1870 siedelte er sich in Hamburg an, war kurz im Eisenbahnbau tätig und unternahm eine Studienreise in die USA. 1878/79 errichtete er den „Kaispeicher B“ in der Hamburger Speicherstadt als Siloanlage, dieser wurde jedoch bereits 1884 zu einem Lagerspeicher umgebaut. Dafür konstruierte er einen Siloverschluss und erhielt dafür das Reichspatent Nr. 26916.
Er entwickelte einen Plan für die Untertunnelung der Elbe. Nachdem dieser Tunnel nicht gebaut wurde, beschäftigte er sich mit anderen Projekten, unter anderem in Braunschweig und Frankfurt. 1887 kehrte er nach Hamburg zurück und wohnte in Hamburg-Uhlenhorst in der Fährstraße 6. Er errichtete die Kaianlagen in Neumühlen. Er starb aufgrund einer schweren Krankheit 1890 im Alter von erst 45 Jahren.
Er erhielt das Reichspatent 42945.
Er war Mitglied des Architekten- und Ingenieurvereins zu Hamburg.
Begraben wurde er in einem von dem Bildhauer Engelbert Peiffer gestalteten Grab auf dem Ohlsdorfer Friedhof (Grablage T 14, 145).

## Schriften
- Bericht zum Entwurf für Neupflasterung und Sielbau in Wismar. Hinstorff, Wismar 1868.